# Episodi di Super Vicki (prima stagione)
Di seguito una lista degli episodi della prima stagione della serie televisiva Super Vicki trasmessa in anteprima negli Stati Uniti d'America in syndication tra il 7 settembre 1985 e il 17 maggio 1986, presenti con più tabelle per l'ordine di produzione e di trasmissione originale.
L'ordine di produzione è da considerarsi più affidabile a livello narrativo dell'ordine di trasmissione originale, per evitare incongruenze con eventi non ancora accaduti.
In Italia l'ordine di trasmissione coincide del tutto con quello di produzione.
I titoli degli episodi sono stati verificati tramite gli archivi online dei giornali d'epoca, contenenti i palinsesti televisivi.

## Episodi in ordine di produzione e trasmissione italiana
| nº | Titolo originale       | Titolo italiano               | Prima TV USA      | Prima TV Italia |
| -- | ---------------------- | ----------------------------- | ----------------- | --------------- |
| 1  | Vicki's Homecoming     | Benvenuta Vicki               | 7 settembre 1985  |                 |
| 2  | The Neighbors          | I vicini di casa              | 14 settembre 1985 |                 |
| 3  | The Sitter             | La governante                 | 21 settembre 1985 |                 |
| 4  | The Suitor             | Colpi di fulmine              | 28 settembre 1985 |                 |
| 5  | Sibling Rivalry        | La fuga                       | 5 ottobre 1985    |                 |
| 6  | Spielberg, Jr.         | Grande regista                | 12 ottobre 1985   |                 |
| 7  | The Lie                | Per una bugia                 | 19 ottobre 1985   |                 |
| 8  | The Bully              | Il bullo                      | 26 ottobre 1985   |                 |
| 9  | Slightly Dishonorable  | Il compito in classe          | 2 novembre 1985   |                 |
| 10 | The Adoption           | Telefonata anonima            | 9 novembre 1985   |                 |
| 11 | Child Genius           | Il piccolo genio              | 16 novembre 1985  |                 |
| 12 | Ted's New Boss         | Ospiti indesiderati           | 23 novembre 1985  |                 |
| 13 | Brainwashed            | Harriet colpisce ancora       | 30 novembre 1985  |                 |
| 14 | The Burrito Story      | Il senso degli affari         | 4 gennaio 1986    |                 |
| 15 | The Camping Trip       | Non fidatevi di "Orso Grigio" | 11 gennaio 1986   |                 |
| 16 | Love Story             | Basta con le donne            | 18 gennaio 1986   |                 |
| 17 | Substitute Father      | Pic-nic scolastico            | 25 gennaio 1986   |                 |
| 18 | The Robot Nappers      | Attenti alle spie             | 8 febbraio 1986   |                 |
| 19 | The Real Facts of Life | Se ti punge un'ape            | 10 maggio 1986    |                 |
| 20 | The Company Takeover   | Il vero amico                 | 15 febbraio 1986  |                 |
| 21 | Like Father, Like Son  | Tale padre, tale figlio       | 1º marzo 1986     |                 |
| 22 | Show Biz               | Il grande spettacolo          | 3 maggio 1986     |                 |
| 23 | Good Ol' Lou           | La cura dimagrante            | 22 febbraio 1986  |                 |
| 24 | The Grandparents       | La visita dei nonni           | 17 maggio 1986    |                 |

## Episodi in ordine di trasmissione originale
| nº | Titolo originale       | Titolo italiano               | Prima TV USA      | Prima TV Italia |
| -- | ---------------------- | ----------------------------- | ----------------- | --------------- |
| 1  | Vicki's Homecoming     | Benvenuta Vicki               | 7 settembre 1985  |                 |
| 2  | The Neighbors          | I vicini di casa              | 14 settembre 1985 |                 |
| 3  | The Sitter             | La governante                 | 21 settembre 1985 |                 |
| 4  | The Suitor             | Colpi di fulmine              | 28 settembre 1985 |                 |
| 5  | Sibling Rivalry        | La fuga                       | 5 ottobre 1985    |                 |
| 6  | Spielberg, Jr.         | Grande regista                | 12 ottobre 1985   |                 |
| 7  | The Lie                | Per una bugia                 | 19 ottobre 1985   |                 |
| 8  | The Bully              | Il bullo                      | 26 ottobre 1985   |                 |
| 9  | Slightly Dishonorable  | Il compito in classe          | 2 novembre 1985   |                 |
| 10 | The Adoption           | Telefonata anonima            | 9 novembre 1985   |                 |
| 11 | Child Genius           | Il piccolo genio              | 16 novembre 1985  |                 |
| 12 | Ted's New Boss         | Ospiti indesiderati           | 23 novembre 1985  |                 |
| 13 | Brainwashed            | Harriet colpisce ancora       | 30 novembre 1985  |                 |
| 14 | The Burrito Story      | Il senso degli affari         | 4 gennaio 1986    |                 |
| 15 | The Camping Trip       | Non fidatevi di "Orso Grigio" | 11 gennaio 1986   |                 |
| 16 | Love Story             | Basta con le donne            | 18 gennaio 1986   |                 |
| 17 | Substitute Father      | Pic-nic scolastico            | 25 gennaio 1986   |                 |
| 18 | The Robot Nappers      | Attenti alle spie             | 8 febbraio 1986   |                 |
| 19 | The Company Takeover   | Il vero amico                 | 15 febbraio 1986  |                 |
| 20 | Good Ol' Lou           | La cura dimagrante            | 22 febbraio 1986  |                 |
| 21 | Like Father, Like Son  | Tale padre, tale figlio       | 1º marzo 1986     |                 |
| 22 | Show Biz               | Il grande spettacolo          | 3 maggio 1986     |                 |
| 23 | The Real Facts of Life | Se ti punge un'ape            | 10 maggio 1986    |                 |
| 24 | The Grandparents       | La visita dei nonni           | 17 maggio 1986    |                 |

### Benvenuta Vicki
- Titolo originale: Vicki's Homecoming

#### Trama
Ted Lawson è un brillante e geniale impiegato della United Robotronics, che in segreto per notti ha lavorato ad un sofisticato progetto, che non ha del tutto voluto svelare nemmeno al suo capo, che però adesso gli ha tagliato gli investimenti impedendogli di continuare a spese dell'azienda. Così decide di proseguire in casa, mostrando dapprima i pezzi di qualcosa di molto somigliante ad una bambola alla moglie Joan e a suo figlio Jamie di 10 anni, che da sempre desidera un fratello o una sorellina ed è inoltre perseguitato dalla vicina di casa Harriet Brindle (che è anche la figlia di un collega di Ted alla United Robotronics) innamoratissima e persino gelosa se lo vede in compagnia di altre bambine. Joan e Jamie non capiscono esattamente di che cosa si tratti finché una volta completata Vicki (originariamente V.I.C.I. ovvero l'acronimo di Valido Istrumento a Carattere Interlinguistico) non si presenta in cucina sorprendendoli, trattandosi di un robot con le fattezze di una bambina di 10 anni, che a guardarla non sembra affatto ciò che è realmente, anche grazie ad una gomma sintetica che sembri pelle umana. Ted dice di volerla sperimentare trattandola come una bambina vera, pur dicendo anche di doverla tenere nell'armadio dei giocattoli di Jamie. Jamie le dà alcune istruzioni senza rendersi conto che non sia ancora pronta e finisce per sbattere nel muro, con Harriet che spia dalla finestra. La mattina dopo Jamie pensa di preparare una colazione a letto per l'anniversario dei genitori facendosi aiutare da Vicki, ma Harriet si presenta alla porta di servizio chiedendogli cosa ci faccia in casa sua. Jamie dapprima prova a farle credere che sia sua sorella, ma Harriet che pur essendo molto piccola non è una stupida, gli risponde che servono 9 mesi per avere una sorellina e così Jamie risponde che sia sua cugina e che non si fermerà lì a lungo. Quando Vicki porta la colazione a letto a Ted e Joan però gli lascia il vassoio buttandolo nel letto, così Ted mette Jamie in punizione, che però decide di fuggire dalla stanza per andare a comprargli un regalo sperando di essere graziato. Spiega a Vicki che se gli va lui può anche disobbedire ad un ordine, così anche se le aveva ordinato di rimanere nell'armadio anche lei imita il suo comportamento disobbedendogli e seguendolo fino ai grandi magazzini, facendosi però sollevare e rinchiudere nel ripostiglio dai facchini che stavano smontando un set di pupazzi meccanici. A quel punto Jamie disperato teme il peggio quando Vicki esce dal ripostiglio sfondando la porta. Arrivati a casa Ted e Joan lo beccano e gli fanno una ramanzina, per poi struggersi di fronte al regalo. Torna Harriet che chiede di poter giocare con Vicki, dicendo di aver detto a suo padre (il collega di Ted che lavora anche lui nella robotica!) della sua presenza. Una volta in camera, Jamie dice a Vicki che sicuramente lei finirà per metterlo nei guai, è una forte sensazione.
Si apre quindi il sipario sulla storia di Vicki, in mezzo a fraintendimenti, esibizioni di capacità fantastiche e piccoli complotti, tutto all'insegna del divertimento!
- Nota: Da questo episodio vengono introdotte più capacità di Vicki, tra cui oltre all'incredibile forza anche la possibilità di compiere giri completi con la testa e di funzionare come segnale acustico per l'ora esatta.
- Nota: In questo episodio viene detto che Vicki attinge alla luce solare come fonte di energia, ricaricandosi dagli occhi. Dunque se ha delle celle fotovoltaiche negli occhi non si capisce il perché il cibo che potrà mangiare a partire dall'episodio "Vicki e Jamie contro gli spacciatori" della terza stagione debba servire a creare energia anche se la caratteristica viene implementata principalmente per non insospettire i compagni di scuola.

### I vicini di casa
- Titolo originale: The Neighbors

#### Trama
Finalmente il collega di Ted alla United Robotronics (che gli ruba anche spesso delle idee e dei progetti), vicino di casa e padre di Harriet ha un volto. Lui e sua moglie Bonnie, una donna invadente e ficcanaso (che ha fatto ereditare questa caratteristica anche a sua figlia Harriet) sono ospiti in casa Lawson e Harriet porta un suo robot (molto somigliante ad Emiglio) chiamato Rob, che dice sempre la stessa frase e che può essere radiocomandato anche per afferrare e trasportare oggetti e si vanta di possedere un simile gioiellino tecnologico. Jamie vorrebbe zittirla mostrandole di avere qualcosa di meglio, ovvero Vicki, che addirittura con una scusa viene tenuta in camera di Jamie per cercare di non insospettire Brandon, che potrebbe tentare di rubare l'invenzione. Ma Harriet fingendo di andare in bagno la farà uscire e lei toccando Rob finirà per disfunzionare ballando a velocità supersonica, fortunatamente non riuscendo a tradirsi con il collega di Ted.
- Nota: In questo episodio vengono introdotti Brandon e Bonnie Brindle. Inizialmente Bonnie è destinata a comparire più spesso di Brandon, ma dopo l'abbandono dell'attrice Edie McClurg dopo il primo episodio della terza stagione, sarà Brandon ad essere una presenza parecchio ricorrente. Inoltre è anche interessante notare che sono poche le volte in cui compaiono entrambi nello stesso episodio, anche se per lo meno compariranno insieme nell'ultimo episodio con Bonnie.

### La governante
- Titolo originale: The Sitter

### Trama
Ted decide di sperimentare le capacità di Vicki facendole fare da baby sitter per Jamie, che dovrà tra l'altro costringerlo a letto dopo le 9 di sera. Ma prima Jamie preparerà un frullato e glielo farà anche bere, facendola parlare con effetto eco a causa dei circuiti umidi.
- Nota: Per la prima volta si vede una presa elettrica sotto il braccio di Vicki, che Jamie utilizzerà per alimentare il frullatore. Un'altra sua funzione è quella del timer per sapere a che ora mandare Jamie a letto.

### Colpi di fulmine
- Titolo originale: The Suitor

### Trama
Warren, un compagno di classe di Jamie, si presenta a casa e si innamora a prima vista di Vicki. Ma le cose non vanno e a fine episodio vedendo Harriet, se ne vanno insieme...
- Nota: In questo episodio viene introdotto il personaggio di Warren, che sarà un personaggio ricorrente fino all'episodio "Il primo ballo" della terza stagione.

### La fuga
- Titolo originale: Sibling Rivalry

#### Trama
Jamie è geloso perché da quando c'è Vicki tutte le attenzioni dei genitori gli sembrano per lei e così scappa di casa, per rifugiarsi nella casa di legno in cortile, facendosi comunque portare del cibo da Vicki e finendo per tornare a casa quando lei senza pensare di scendere dalla casetta tramite i gradini cade danneggiandosi.
- Nota: Questo evento ispirerà Vicki a scappare di casa nell'episodio "Il robogatto" della seconda stagione, dove vedrà rivolgere tutte le attenzioni verso un gatto robot che tra l'altro era stato un regalo per lei.

### Grande regista
- Titolo originale: Spielberg, Jr.

#### Trama
Jamie ed il suo migliore amico Reggie devono girare un film amatoriale come progetto scolastico, su astronauti che sbarcano su un pianeta abitato da robot, pensando bene di far interpretare l'alieno robot proprio a Vicki, convincendo Ted che nessuno riuscirebbe a capire che lo sia realmente. Ma si dimostra troppo egocentrico nel dominare anche Reggie in una sceneggiatura che sarebbe dovuta essere prodotta egualmente, mentre invece oltre a chiamare l'alieno Vicki Ikciv (Vicki al contrario) fa lo stesso anche col nome del pianeta (Noswal) e riducendo Reggie ad un ruolo più infimo persino di una comparsa. Non ha il giusto rispetto nemmeno per suo padre che gli prepara la scenografia e di conseguenza i genitori decidono di trasformarlo nel film di Reggie, con Jamie che guarda dalla finestra. Ottenere il perdono e tornare ad una regia (condivisa con Reggie) gli costerà una lunga richiesta di scuse ed ammissione di colpa.
- Nota: Reggie viene introdotto (e presentato ai genitori) in questo episodio, in precedenza era solo stato citato.

### Per una bugia
- Titolo originale: The Lie

#### Trama
Prima che andasse a fare la spesa con Joan Ted si era raccomandato con Jamie di non giocare col pallone in casa. Ma nel cortile Harriet si presenta col cugino Norman e quando li invita a giocare ad un gioco da tavolo in casa Norman entra invece palleggiando ed allora ammonito da Jamie gli passa la palla, che però gli sfugge dalle mani finendo per distruggere una teiera comprata di recente. Jamie spaventato anche dai calcoli computerizzati di Vicki usa una resina molto appiccicosa per ripararla ma la sera stessa essendo finito il caffè i genitori decidono di bersi un tè e Jamie si tradisce sconsigliandoli. La teiera si scioglie col calore del tè e Jamie viene subito scoperto come coinvolto, dunque si giustifica dichiarando che sia stato il cugino di Harriet, che per telefono invece nega tutto. Venendo messo in punizione senza più voglia di sentire una parola da lui, anche con la motivazione di aver cercato di incolpare qualcun altro (pur essendo invece la verità) viene però chiamato alla finestra da Harriet e Norman mentre stava cercando di utilizzare il registratore di Vicki per cercare di spiegarsi col padre che non voleva più starlo a sentire. E la registrazione capita a fagiolo nel momento in cui Norman propone di dire la verità a suo padre in cambio di denaro. E così questa funzione di Vicki lo salva da una lunga punizione, imparando però a dire subito la verità per poter essere creduto più facilmente d'ora in avanti.
- Nota: Nonostante Ted avesse già dichiarato che Vicki possedesse questa funzione nel primo episodio, per la prima volta si vede nella pratica Vicki utilizzare il suo registratore
- Nota: Norman comparirà di nuovo anche nell'episodio "Il frullatore spaziale" della seconda stagione, accreditato proprio anche col suo nome, anche se solo per apparire in un minuscolo cameo.

### Il bullo
- Titolo originale: The Bully

#### Trama
Ernie è un bullo che si presenta nel cortile dei Lawson interrompendo il gruppo di ragazzi che discutono di chi dovrebbe essere tra loro il nuovo presidente, pretendo sotto minaccia di dover essere lui e di dover essere anche pagato. Jamie dapprima si fa consigliare da suo padre su come affrontarlo, ma avendo collezionato un occhio nero deciderà invece di sfruttare la forza sovrumana di Vicki per spaventarlo e farlo desistere ristabilendo l'armonia nel suo gruppo di amici.

### Il compito in classe
- Titolo originale: Slightly Dishonorable

#### Trama
Pur di ottenere dei biglietti per lo stadio, Jamie sfrutta la funzionalità di Vicki di poter copiare le grafie altrui (ed una nuova appena aggiunta di poter leggere in un baleno un intero libro) per farsi fare i compiti di storia ed ottenere dei voti molto alti. E verrà rimproverato dai genitori che se ne accorgeranno avendo sentito dire da Vicki tutte le nozioni di storia che sembrava avesse appreso Jamie dopo le congratulazioni della maestra. 

### Telefonata anonima
- Titolo originale: The Adoption

#### Trama
Bonnie fa una telefonata per segnalare la presenza di Vicki sapendo che non vada a scuola. E così si presenta la Sig.ra Fernwald, una donna molto disponibile che ascolta la storia (palesemente inventata) dei Lawson che dichiarano che sia la figlia orfana di alcuni loro defunti amici, Pat e Jim, dopo aver ricevuto da delle suore in un convento dove Vicki era stata mandata a studiare, una lettera che li informava della loro morte (per un aereo che si era schiantato sul treno dove si trovavano in viaggio!) e che avessero scritto un testamento dove avevano richiesto che potessero essere loro ad occuparsi di Vicki in caso gli fosse successo qualcosa. La sig.Ra Fernwald si commuove e dichiara bastino queste due lettere per permettergli di adottarla e i Lawson pur di non dover terminare il progetto Vicki sentendosi messi alle strette decidono di adottare sul serio un robot.
Sfrutteranno la capacità già vista di Vicki per scrivere lettere con grafie diverse per falsificare le lettere degli inesistenti genitori e delle inesistenti suore. Scoprendo però che serva anche una visita medica per assicurarsi che sia in ottimo stato di salute e dunque per evitare che il dottore si accorga che sia un tobot, Jamie accetta di travestirsi da Vicki per farsi visitare al suo posto.
- Nota: Viene inventata una data di nascita per Vicki, dichiarando che sia nata il 9 Settembre 1975 (facendole dire anche di essere una Vergine con ascendente Toro!) a Victoria (d'ispirazione per il suo nome) nell'isola di Mahé. Un'isola lontanissima perché sia più difficile richiedere eventuali documenti, che logicamente, non possono esistere.

### Il piccolo genio
- Titolo originale: Child Genius

#### Trama
Vicki riceve la visita di un insegnante privato a casa, che si meraviglia delle sue capacità.

### Ospiti indesiderati
- Titolo originale: Ted's New Boss

#### Trama
A causa di un cortocircuito che innesca un incendio in casa Brindle Ted per timori di ritorsioni sul lavoro essendo Brandon appena diventato il suo superiore è costretto suo malgrado ad ospitare i Brindle in casa sua, con ovvio disappunto anche di Jamie che non sopporta Harriet.
Harriet ha con sé anche un pappagallo che ripete ciò che viene detto rendendo la situazione ancora più seccante. I Brindle poi iniziano a diventare troppo accomodanti nella casa e non sembrano intenzionati ad andarsene troppo presto per cercare di non insospettire la compagnia assicurativa ma se ne andranno istantaneamente quando il pappagallo di Harriet ripetendo ciò che lei aveva detto al momento dell'incendio, rivelerà che l'incendio era in realtà stato innescato da un sigaro di Brandon che aveva dichiarato al momento della sottoscrizione di non essere un fumatore...

### Harriet colpisce ancora
- Titolo originale: Brainwashed

#### Trama
Jamie va a buttare l'immondizia lasciando la porta di servizio aperta, Harriet entra e trova Vicki invitandola a casa sua mostrandole la sua stanza ed il suo letto a baldacchino, chiedendole se anche il suo lo sia, così salta fuori che Vicki NON ha un letto e Harriet le insegna a fare dei capricci per chiederne uno ai suoi genitori oltre a dei giocattoli. Ted dapprima divertito nel vedere ciò che ha imparato da Harriet, finisce per rendersi conto che sia andata in loop e che sia necessario sistemarla nel laboratorio in azienda ed è costretto a smontarla.
Harriet minaccia Jamie di chiamare la polizia denunciando il modo in cui trattano Vicki e si presenta davvero insieme a Bonnie con un agente e non essendo ancora stata rimontata la situazione si fa tesa dichiarando che sia sotto la doccia. Quando finalmente Vicki si mostra serena con un asciugamano in testa, facendo finalmente zittire Harriet da Bonnie e facendo lasciare l'abitazione anche dall'agente di polizia. Una volta tutti fuori, Ted svela di non aver ancora rimontato i capelli a Vicki...
- Nota: In questo episodio si vede per la prima volta la stanza di Harriet, che sarà anche l'unica stanza di casa Brindle mostrata al pubblico. Nell'episodio "Il robogatto" si vedrà nuovamente, ma il letto non sarà più a baldacchino.

### Il senso degli affari
- Titolo originale: The Burrito Story

#### Trama
Jamie ha l'idea di preparare e vendere Burritos a scuola, servendosi del conto dal droghiere aperto dalla mamma per comprare gli ingredienti.
Coinvolge anche Reggie, Vicki e Harriet. Ma il conto del droghiere va alle stelle e i genitori chiedono spiegazioni e scoprono che tra l'altro Jamie li ha venduti ad un prezzo bassissimo andandoci in perdita rispetto ai costi degli ingredienti. Ma si offrono di aiutarlo a preparare gli ultimi con gli ingredienti rimasti, a patto di venderli ad un prezzo più alto.
- Nota: In questo episodio Vicki viene vista sollevare una poltrona per passare l'aspirapolvere, che si scopre alimentata da una presa sotto lo stesso braccio usato per il sollevamento!

### Non fidatevi di "Orso Grigio"
- Titolo originale: The Camping Trip

#### Trama
Non potendo il padre di Reggie portarli in campeggio, i due ragazzi credono di essersi salvati da un weekend che svelano in realtà non piacergli, ma Ted e Joan credendo che invece ci tenessero decidono di portarceli al posto di suo padre.
I ragazzi non riescono ad essere sinceri e dunque vanno in campeggio, portando anche Harriet che li ha incastrati impietosendoli.
Ted però perde l'orientamento senza dirlo ai ragazzi, una volta montata la tenda però il super olfatto di Vicki scopre uno snack bar mentre è a cercare legna con Reggie e Jamie e così in segreto vanno a rifocillarsi invece di mangiare ciò che cucina Ted, che tra l'altro abbrustolisce ogni pietanza.
Ted e Joan sono ancora preoccupati ma decidono di non dire ancora nulla ai ragazzi e vanno a dormire, per poi venire svegliati dai rumori di diversi animali africani e così i ragazzi ammettono di sapere che ci siano uno zoo ed uno snack bar a pochi passi di distanza, così Ted confessa di aver creduto di essersi persi ma che tutto si sia risolto per il meglio e decidono di andare tutti insieme a verificare se lo snack bar sia ancora aperto.

### Basta con le donne
- Titolo originale: Love Story

#### Trama
Jamie si innamora a prima vista della nuova arrivata Jessica, che però è snob e sofisticata. Si fa preparare un pranzo da condividere con lei da Joan ma per sbaglio gli dà il sacchettino dic arta con dei pomdoori marci da buttare e così peggiora le cose... Per cercare di riparare le propone una festa in suo onore a casa sua, a cui però lei si presenta con un altro cavaliere... Jamie però si riscatta aprendo la porta e scoprendo che la sua compagna di classe Phyllis quando non si veste da maschiaccio è bellissima e così balla con lei, con Jessica che si proporrebbe pure di concedergli un ballo, venendo rifiutata da un Jamie ormai a posto con Phyllis...
- Nota: Per la prima volta si nota la funzione di Vicki di poter allungare il collo.
- Nota: Viene introdotto il personaggio di Jessica, che sarà presente in altri 4 episodi della serie. Phyllis invece sarà presente solo in questo episodio.

### Pic-nic scolastico
- Titolo originale: Substitute Father

#### Trama
Ted preferisce andare a giocare a golf piuttosto che esserci per un pic-nic scolastico con giochi e sfide padre-figlio di Jamie che così accetta l'invito di Brandon di sostituirlo per il pic-nic, dato che avrebbe sempre voluto avere un figlio maschio.
Ted però finisce per ingelosirsi vedendo il feeling che si crea tra i due, con Jamie che arriva persino a chiamarlo papi. E alla fine rinuncerà al golf per partecipare al pic-nic con suo figlio. Però ormai sarà troppo tardi dato che ormai Jamie non vuole scaricare Brandon che è stato tanto disponibile con lui e così Ted prova a metterlo KO intenzionalmente allenandosi a basket nel cortile in vista del pic-nic, finendo però per farsi mettere lui KO da Brandon e così in questo episodio sarà Ted ad imparare una lezione invece di Jamie...

### Attenti alle spie
- Titolo originale: The Robot Nappers

#### Trama
Due dirigenti disonesti fingono di voler offrire a Ted un lavoro meglio remunerato in un'altra azienda di robotica per scoprire il suo progetto segreto, che capiscono essere Vicki, cercando di rapirla per rubargli l'invenzione essendo invitati a cena. Fortunatamente vedendo dalla finestra Harriet giocare in casa loro fingendosi un robot e sembrando molto convincente, pensano che in realtà il robot sia proprio lei e tentano di approcciare invece Brandon.

### Se ti punge un'ape
- Titolo originale: The Real Facts of Life

#### Trama
Jamie viene deriso da Reggie perché suo padre avrebbe detto a Vicki che le madri rimangano in attesa di un bambino dopo la puntura di un'ape. E Jamie crede che suo padre sia davvero convinto di una cosa tanto frivola.
Così si documenterà per spiegarlo a Vicki e farlo dire a suo padre, dato che secondo Jamie era totalmente ignorante in materia.
- Nota: Trattandosi di un programma per ragazzi ed essendo stati dei minori gli attori coinvolti nella tematica, quando Jamie scopre la verità sul concepimento, lo rivela a Vicki dentro l'orecchio, che a sua volta farà lo stesso con Ted quando gli insegnerà "una cosa che non sapeva".

### Il vero amico
- Titolo originale: The Company Takeover

#### Trama
Brandon dice che dopo la cessione della compagnia Ted sarà licenziato. Invece diventerà il nuovo direttore del reparto e dunque il capo di Brandon e sarà lui ad avere il potere di licenziarlo.
Dopo un suo piagnisteo implorandolo di non licenziarlo, arriva una telefonata per avvisare dell'annullamento della cessione e che dunque rimarrà Brandon il suo capo/superiore...
Nel frattempo Jamie e Vicki avevano provato a guadagnare soldi per supportare la famiglia come potevano, vendendo vecchi oggetti e provando a farsi assumere anche per eseguire dei lavoretti da un concessionario di auto usate dal Sig. Dale, causando dei grossi pasticci.
- Nota: L'attore Danny Wells che interpreta Dale, il concessionario di auto usate è lo stesso attore che nella seconda stagione interpreta Eddie Scontomatto nell'episodio "Comprare che passione" ed il Sig. Lambert nell'episodio "Hollywood, che passione!" della quarta stagione. Curiosamente viene accreditato come "Discount Dale" mentre nella seconda stagione come "Discount Eddie".

### Tale padre, tale figlio
- Titolo originale: Like Father, Like Son

#### Trama
Jamie è stato escluso dalla squadra di football perché non era abbastanza bravo ma non sa come dirlo a suo padre che voleva diventasse un membro importante della squadra come lo era stato lui e dunque gli dice di essere in squadra nel ruolo di attaccante.
Ma Ted sul giornale trova scritta la lista dei giocatori e Jamie non c'è, così pensa di andare imbufalito dal Coach Simpson credendo sia stato scaricato per un qualche favoritismo verso un altro bambino, ma invece il Coach Simpson essendo un uomo molto ragionevole lo accoglie con assoluta tranquillità e gli spiega la situazione. Arriva anche Jamie che ammette di non aver saputo come dirglielo e si scopre che nonostante le storie millantate da Ted, anche lui fu escluso dalla squadra perché non ne era capace esattamente come Jamie...
- Nota: a inizio episodio viene mostrata un'altra capacità di Vicki, quella di sentire al tatto la temperatura dell'acqua sul fornello.
- Nota: Il Coach Simpson interpretato da Brad Blaisdell compare di nuovo anche nell'episodio "Ultimi ma belli" della seconda stagione, ma nel ruolo di coach di Baseball...

### Il grande spettacolo
- Titolo originale: Show Biz

#### Trama
Jamie e Harriet sono stati scelti per interpretare Romeo e Giulietta nella recita scolastica, così gli scattano pure una foto per il giornale, dove verrà inquadrata anche Vicki, dunque si presenta il Sig. Buddy 'O Connor, un comico, che è convinto che Vicki sia sua figlia Mary portata via da una sua ex compagna molti anni prima e che gli aveva pure detto che l'avrebbe fatta adottare, proprio più o meno quando i Lawson hanno falsificato l'adozione della robottina.
Ted ammette di aver modellato il viso di Vicki proprio sulla foto di una vera bambina che forse era proprio la sua. Per paura che si scopra che è un viso copiato e che Vicki è un robot decidono di assecondarlo facendogliela vedere. Purtroppo però Vicki lo copia mentre si presenta come showman e dunque lui insiste per farle fare uno spettacolo con lei proprio sullo stesso palco della commedia di Jamie e Harriet dato che viene convinto da Bonnie a sostituire un altro intrattenitore.
Il problema è che vuole ricattare i Lawson per portare via Vicki con sé in giro per il mondo, ritenendosi il suo padre biologico. Così per il timore di dover andare per vie legali facendo saltare fuori che Vicki sia un robot, decidono di farla comportare come la sua ex-compagna che gli rubava tutte le battute. Così rivedendo in lei la presunta madre deciderà di lasciarla coi Lawson.
Nel frattempo Jamie viene scovato da Harriet che aspetta ancora il bacio che avrebbe dovuto darle secondo il copione. Per ingannarlo e farselo dare dice di accontentarsi di uno sulla guancia, ma invece si gira mentre Jamie allunga le labbra e così gli ruba un bacio vero.

### La cura dimagrante
- Titolo originale: Good Ol' Lou

#### Trama
Con l'improvvisa morte del buon vecchio Lou, un amico sovrappeso di Ted, lui finisce per spaventarsi e pensare di dover condurre uno stile di vita più sano, coinvolgendo anche Vicki ed il resto della famiglia. Eccede anche nelle precauzioni tanto da rifornirsi anche di vitamine, integratori e persino un vaccino antinfluenzale, ma ben presto si stanca e finisce per sentirsi a pezzi e temere imminentemente un tragico fato credendosi gravemente ammalato, finendo per far "ammalare" anche Vicki, così da rendersi conto di quanto sia stato ridicolo. 

### La visita dei nonni
- Titolo originale: The Grandparents

#### Trama
I genitori di Ted vengono a fargli visita così scoprono dell'adozione di Vicki, il nonno si affeziona parecchio, per poi sentirsi preso in giro e tradito dal suo stesso figlio quando scopre che è un robot, questo perché fu licenziato nella ditta dove lavorava essendo stato sostituito da un robot. Anche Vicki piangerà le sue prime quasi autentiche lacrime dopo essere stata definita "solo un ammasso di bulloni" dal nonno, con un Ted incredulo che non riesce a capire come sia possibile, nemmeno lui che l'ha costruita. Mentre fa i bagagli per andarsene infuriato per il comportamento del figlio, viene colpito da un attacco cardiaco e sarà Vicki a defibrillarlo con un elettroshock seguendo quanto visto in televisione. Saputa la verità il nonno deciderà di perdonarla e di abbracciarla, inoltre insieme alla nonna le daranno anche dei baci sulle guance. A quel punto Vicki piangerà nuovamente, per commozione.
- Nota: Nella seconda stagione, nell'episodio "Giorno di festa" Vicki dirà di riuscire a piangere grazie al raffreddamento del suo generatore radiotermico, probabilmente congelando l'umidità dell'aria per poi rilasciarla esattamente come fa un deumidificatore. Quando però un'emozione è quasi sincera piangerà lacrime che sembrino autentiche, mentre quando sarà qualcun altro a chiederle di farlo piangerà a fontanelle.
- Nota: Nell'edizione italiana in questo episodio per l'acronimo VICI viene fatta una traduzione diversa rispetto all'episodio 1 dove viene detto che stia per Valido Istrumento a Carattere Interlinguistico, mentre in questo viene detto che stia per Voce Inserita Congegno Infantile.